# Il camionista
Il camionista è un film del 2016 diretto da Lucio Gaudino.

## Trama
Un autista di camion nei suoi viaggi trasporta illegalmente anche immigrati clandestini. Un giorno, l’organizzazione per cui lavora gli affida un carico speciale. Deve nascondere a casa sua per qualche settimana Maisha, una ragazzina africana di 15 anni. Maisha viene subito accettata nella famiglia del camionista. L’ospitalità fa bene. La ragazzina diventa amica di Angela, la figlia, adolescente e problematica. Anche sua moglie, da cui era separato, torna a casa e il nucleo familiare sembra ricomporsi intorno a quell’ospite bambina. Quando qualche tempo dopo gli chiedono di riportare indietro Maisha, il camionista non sa cosa fare.

## Produzione
Il film è stato girato quasi interamente nelle zone periferiche di Nocera Inferiore.